# 翠川修
翠川 修（みどりかわ おさむ、1926年3月25日 - 2017年11月6日）は、日本の医学者。京都大学名誉教授。専門は病理学。

## 略歴
長野県小県郡出身。父は、京城帝国大学助教授の翠川磐。旧制長野県諏訪中学校（現・長野県諏訪清陵高等学校）、旧制静岡高等学校を経て、1949年京都大学医学部卒業。1958年同大学医学部助教授。1959年ルートヴィヒ・マクシミリアン大学ミュンヘン医学部に留学。1962年岐阜県立医科大学（現・岐阜大学医学部）教授。1963年京都大学医学部教授。1978年フィリップ・フランツ・フォン・ジーボルト賞選考委員。1983年ドイツ病理学会名誉会員。1989年京都大学退官、同大学名誉教授。コドモのイエ幼稚園長、科研製薬総合研究所顧問を務めた。

## 受賞歴
- ドイツ連邦共和国功労勲章一等功労十字章 1991年
- ヴェルナー・ハイゼンベルク学術章
- 瑞宝中綬章 2007年

## 著書

### 共著
- 『腎臓疾患の病理と臨床』相川正道共著 南山堂 1980年
- 『肺臓疾患の病理と臨床』相川正道共著 南山堂 1982年

## 関連書籍
- 『三度目のガンよ、来るならごゆるりと』梅原猛著 光文社 2001年